# 花岳寺
花岳寺（かがくじ）は、兵庫県赤穂市にある曹洞宗の寺院。山号は台雲山。本尊は釈迦如来。義士木像堂は新西国三十三箇所第31番札所で本尊は千手観音である。

## 概要
山号は台雲山（たいうんざん）。播磨国赤穂藩・浅野家、森家の歴代藩主の菩提寺であり、また、大石良雄の祖先が眠る大石家先祖の墓、義士墓、家族墓などがある。現在の住職はパーリ仏教研究者で駒澤大学仏教学部教授の片山一良。新西国三十三箇所第31番札所。

## 歴史
江戸時代初期の正保2年（1645年）常陸国笠間藩より転封となった浅野長直が浅野家菩提寺として創建した。
元禄14年（1701年）浅野長矩による江戸城松之大廊下での吉良義央に対する刃傷事件が起こり、浅野家は改易となった。翌元禄15年（1703年）赤穂浪士による吉良邸討ち入りが起きる（赤穂事件）。その後、1年の幕府預かり（脇坂家が赤穂城在番）を経て赤穂藩には永井家が入ったが、わずか4年で飯山に移封された。
宝永3年（1706年）1月には森家が赤穂藩主となり、花岳寺を菩提寺と定めた（森家はのち臨済宗に改宗しており、花岳寺を使用せず）。赤穂浪士37回忌にあたる元文4年（1739年）に、神崎与五郎、茅野和助、横川勘平ら作州（元・森家）ゆかりの者が討ち入っていたことから、境内に森家家臣の小林貞真などの有志により義士墓が建立された。ここに義士達の遺髪が納められているという説があるが確証はない。
また、浅野長矩の墓があるが、赤穂事件の後に瑤泉院は曹洞宗から離脱、宗旨変えをしており、花岳寺に浅野長矩夫人の墓（遺髪供養墓）はない。
宝暦2年（1752年）は赤穂浪士50回忌にあたり、大石良金（主税）と関わった藤江熊陽（ふじえゆうよう）の撰による碑文が刻まれた義士塚が建立された。
明治維新後、赤穂城にある建物が取り壊されたが、西の惣門が花岳寺の山門として移築されている。現在山門は赤穂市文化財に指定されている。

## 境内
- 本堂 - 宝暦8年（1758年）再建。天井画は安政元年（1854年）に赤穂の絵師義信法橋によって描かれた。
- 座禅堂
- 報恩堂 - 廃寺となった遠林寺から移設された庚申堂。
- 千手堂
- 無怨塔 - 戦後に建てられた七重石塔。「うらみなし 心の自由世の平和 智慧あり慈悲あり まよいなし」と刻まれる
- 二代目大石名残の松 - 標石は内閣総理大臣・陸軍大将林銑十郎の筆である。
- 初代名残の松をささえた石柱
- 不忠柳 - 京に逃亡した大野知房（伴閑精）邸から移植した柳。現在は二代目。
- 鐘楼 - 梵鐘は「鳴らずの鐘」と呼ばれているが、暴徒による損傷で鳴らなくなったのは以前の鐘で、寛政9年（1797年）に製造（再鋳造）されたこの鐘は鳴る。太平洋戦争中の金属類回収令の際には赤穂義士との所縁があるとのことで供出を免れている[3]。
- 忠義塚 - 中国から渡来したという石仏「北魏の観音像」が鎮座[4]。
- 義士墓所 - 赤穂義士の遺髪が納められている。
- 宝物館 - 浅野家、赤穂義士に関する展示物が収蔵されている[5]。
- 義士木像堂 - 新西国三十三箇所第31番札所で千手観音を祀る。
- 浅野公廟所 - 1918年（大正7年）に広島浅野家の寄進によって建立。内部に浅野長矩の墓が建てられている。
- 大石家代々の墓 - 広島の大三郎家が断絶後は瀬右衛門の家（良饒が養子入り）が大石家の祭祀を継承。
- 大石良重の墓[6]
- 義士家族の墓 - 無縁仏となっていた墓と消息不明（奥田・不破・千波など）の墓を1960年（昭和35年）に移遷・集合したもの。
- 中国渡来の仏像
- 中国大理石観音像[4]
- 浅野長直の墓
- 浅野長重の墓
- 浅野長友の墓
- 森家代々の墓[7]。
- 山門（赤穂市指定有形文化財） - 赤穂城の塩屋惣門を明治時代に移築したもの。このため柱が三寸短くなっている。

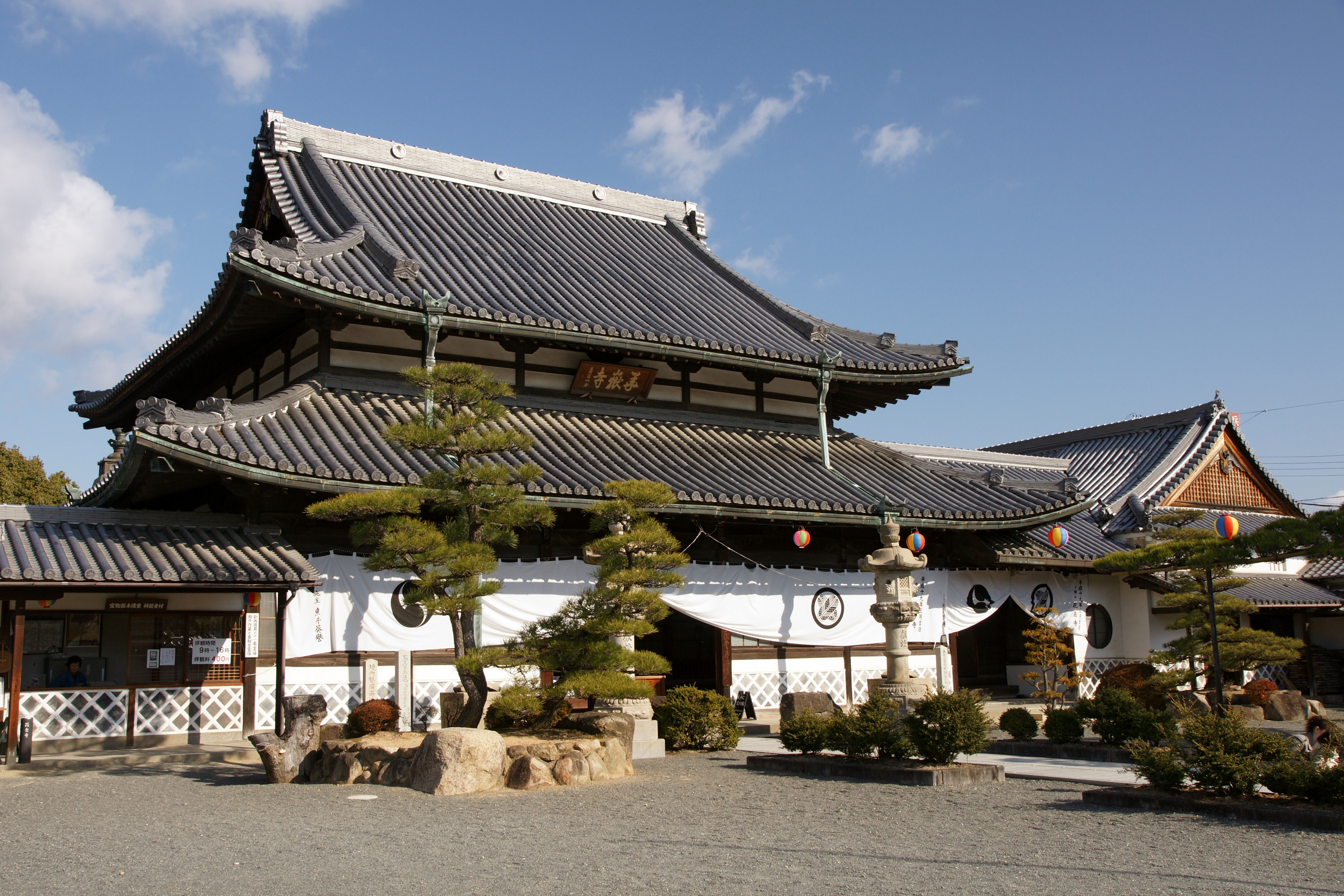
本堂
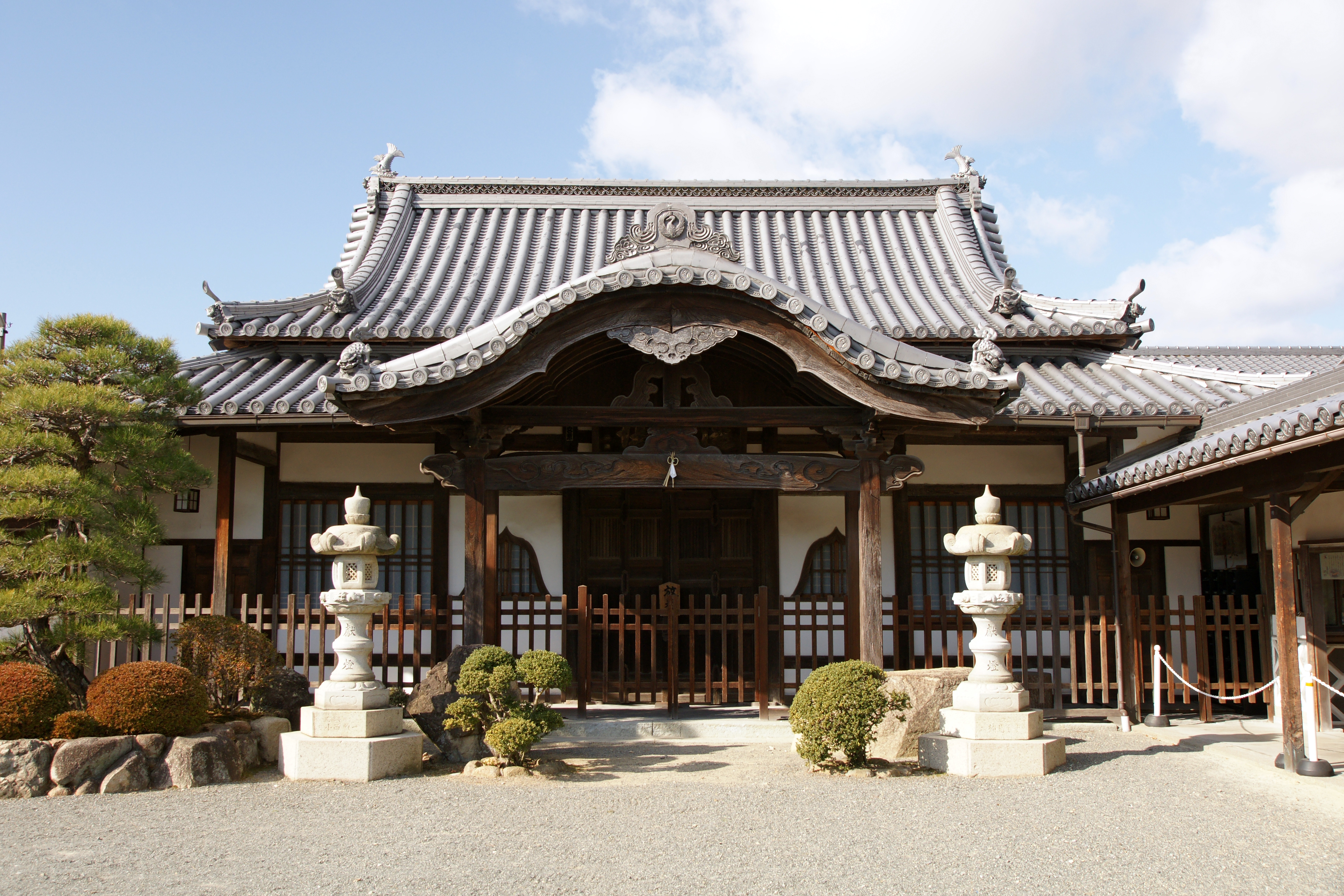
座禅堂
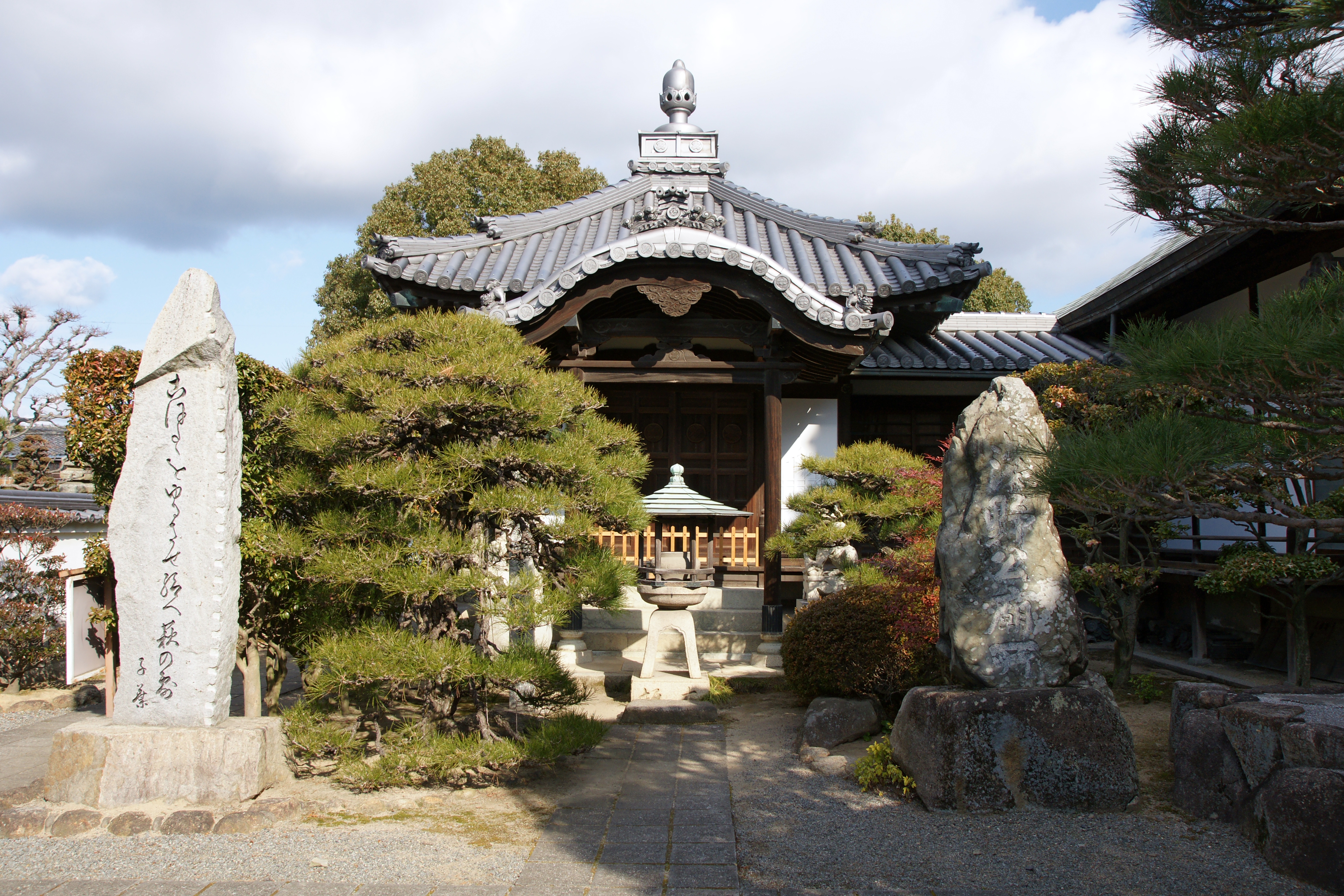
報恩堂
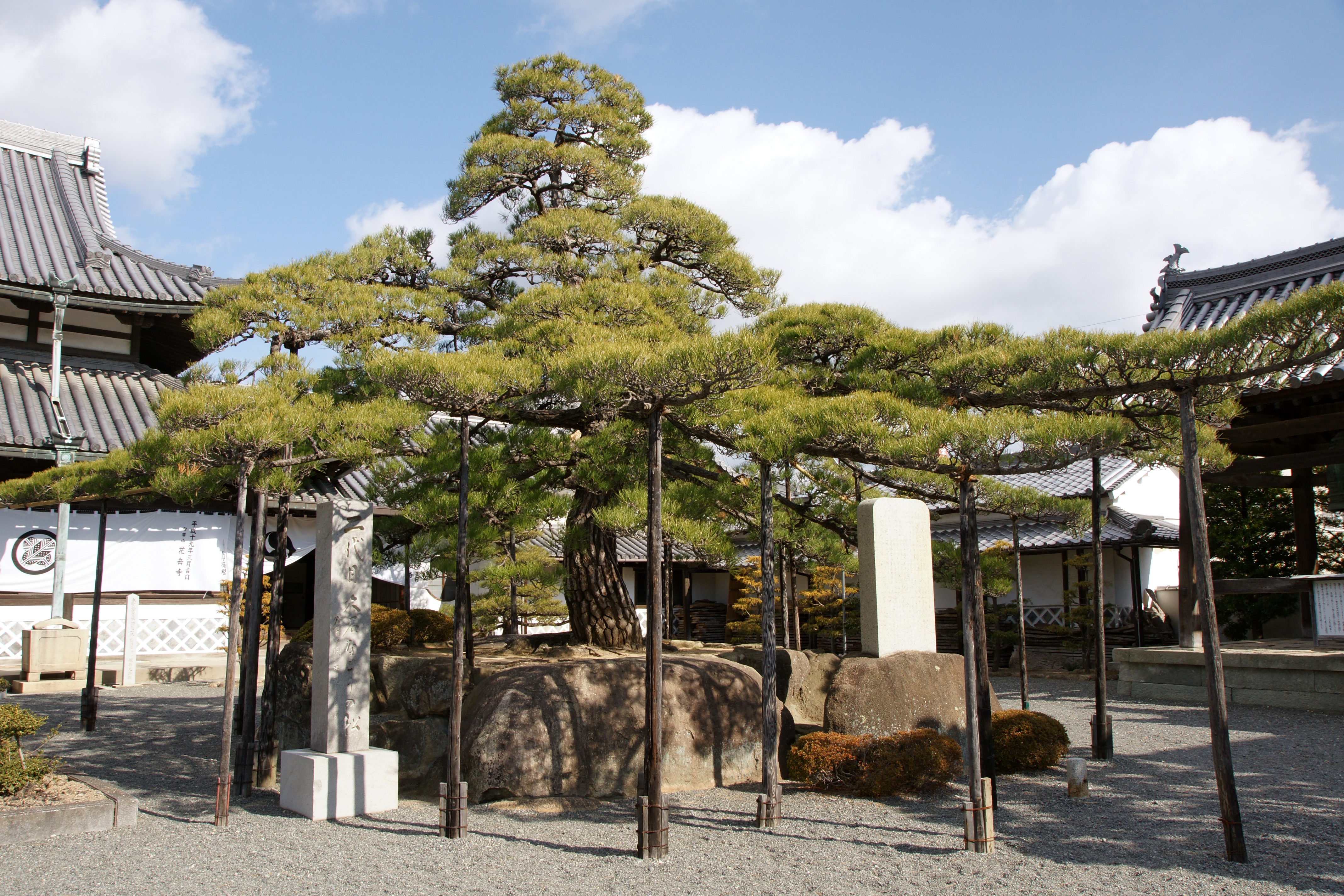
二代目大石名残の松
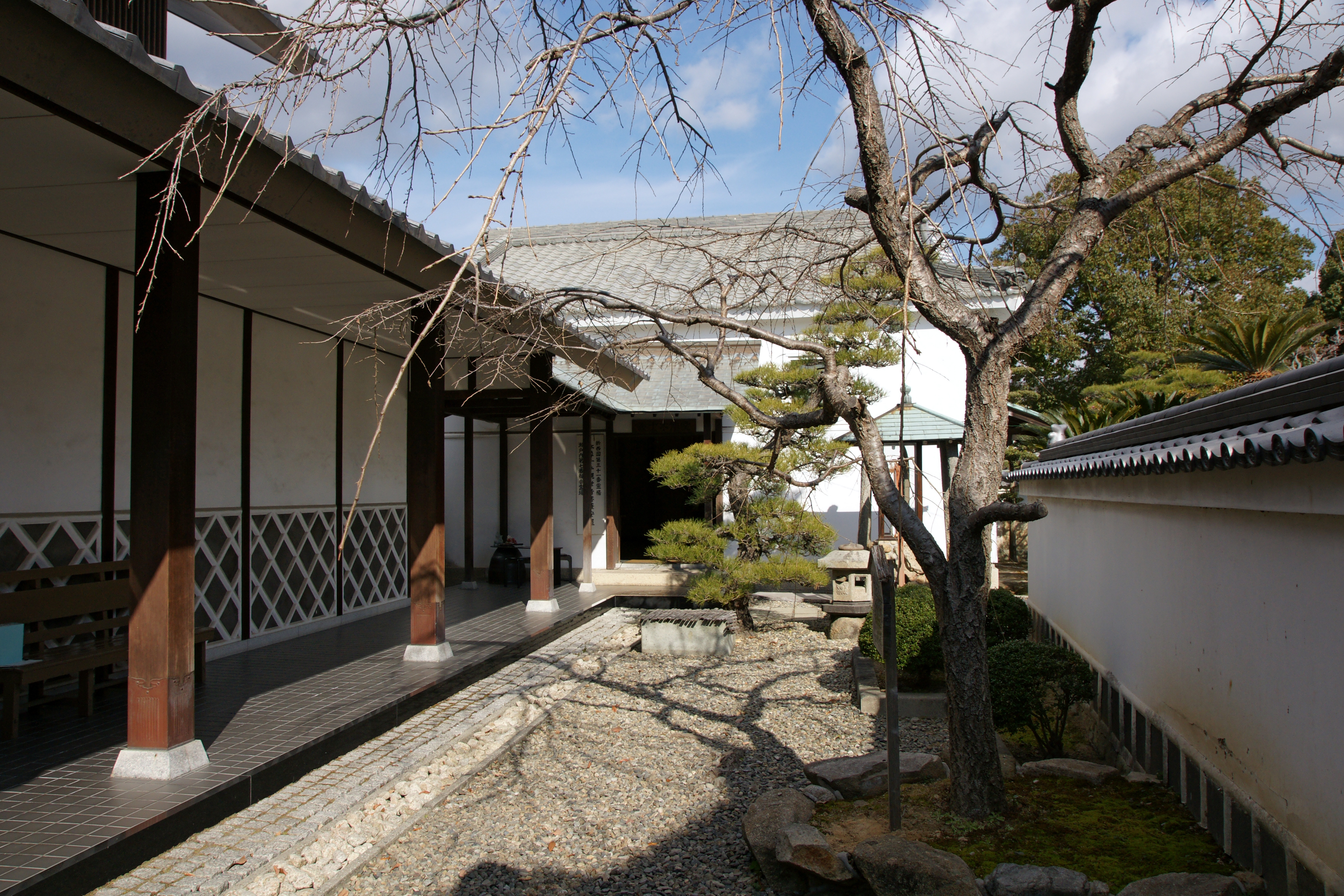
宝物館（左）、義士木像堂（奥）
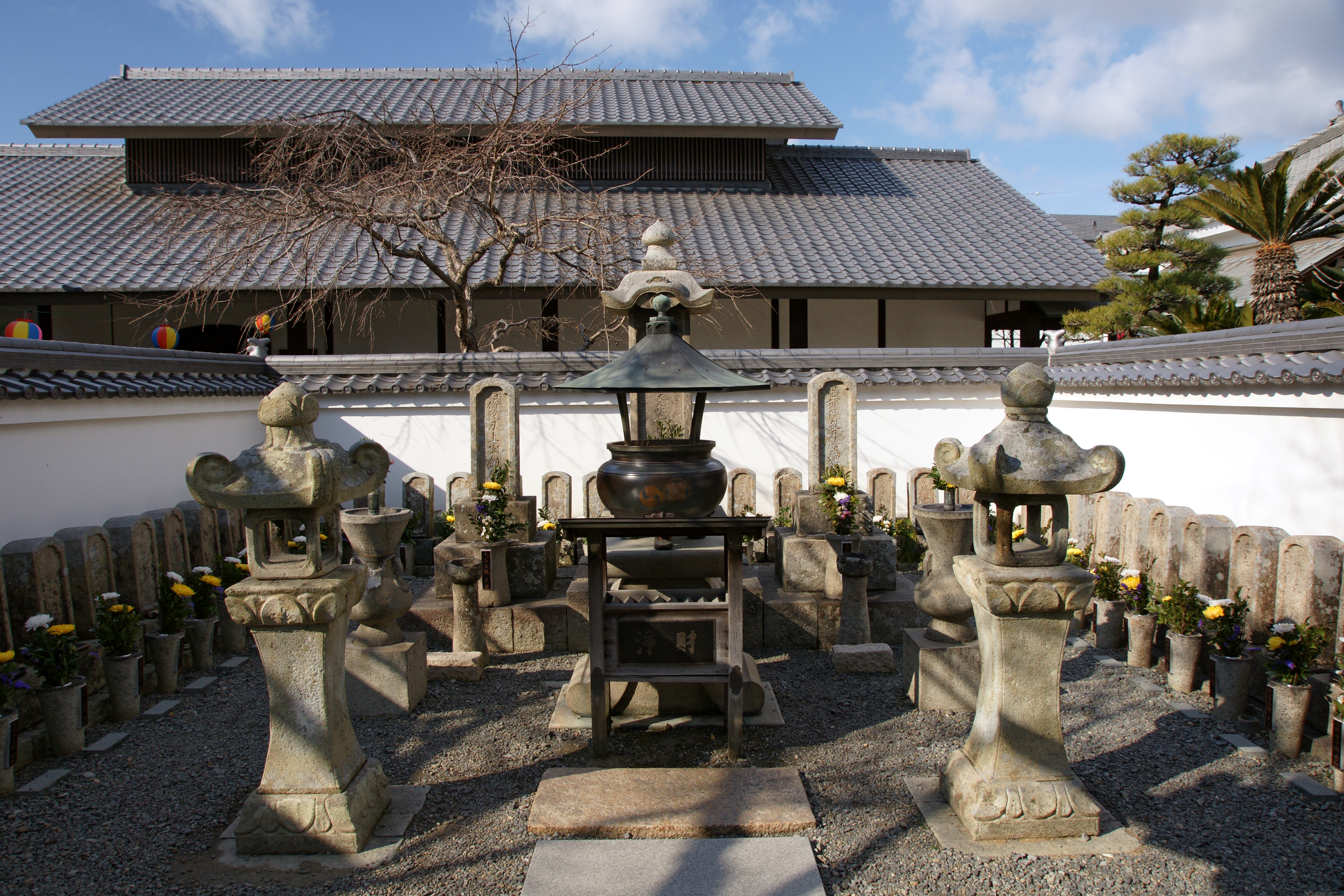
義士墓所、宝物館（奥）
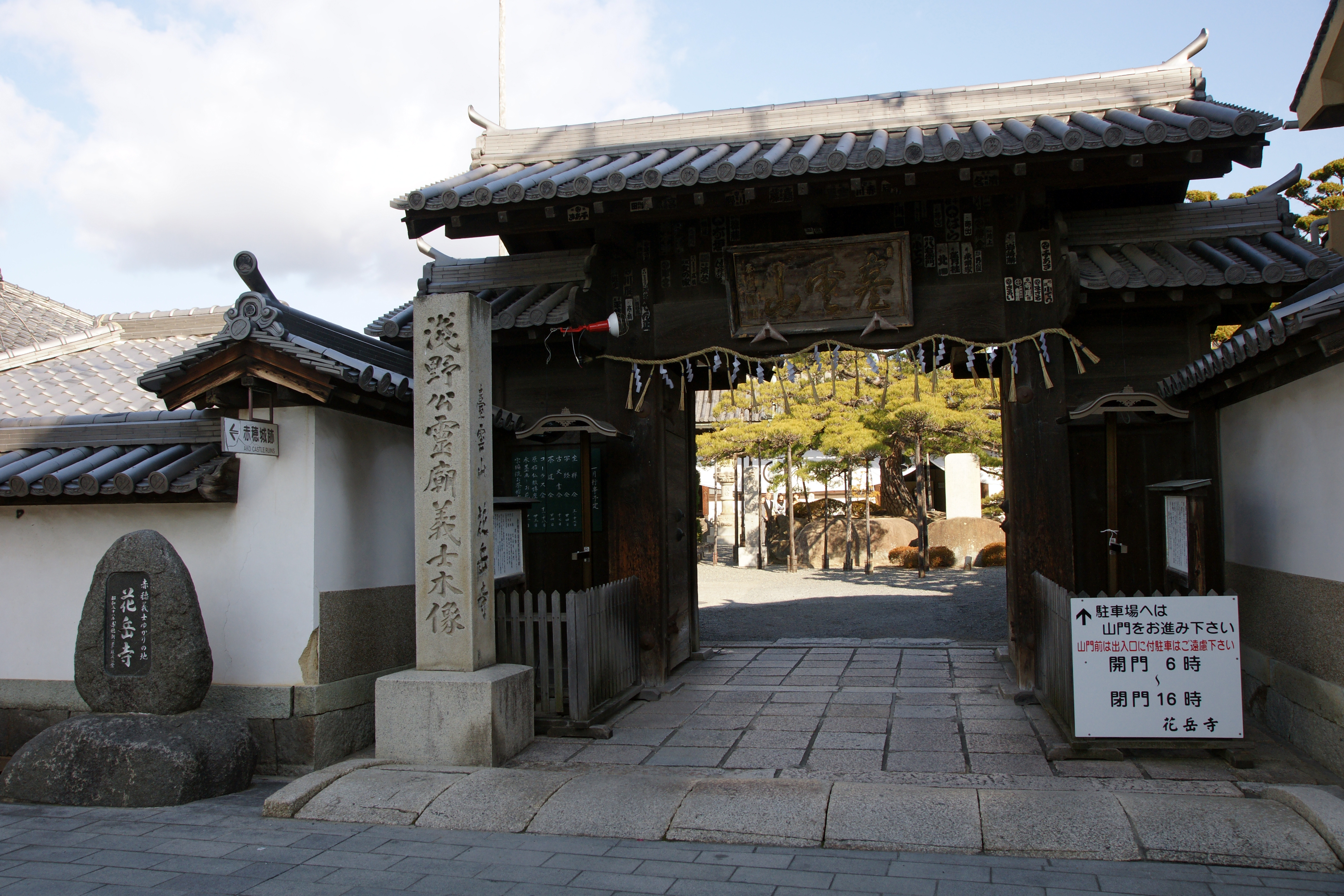
山門
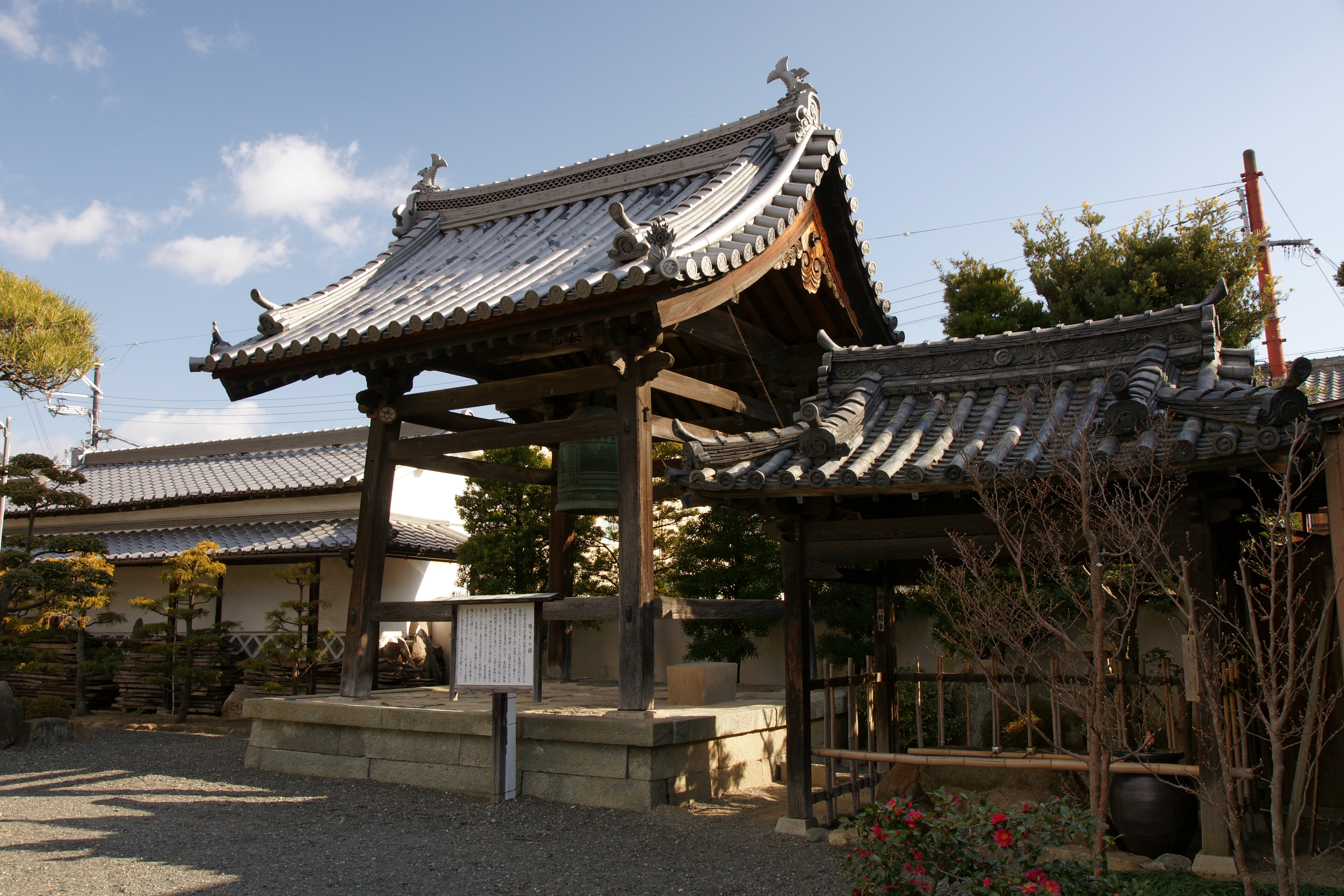
鳴らずの鐘

## 文化財

### 赤穂市指定有形文化財
- 山門

## 前後の札所
新西国三十三箇所
30 金剛城寺　-　31 花岳寺　-　32 斑鳩寺
瀬戸内観音霊場
6 妙福寺（東寺）　-　7 花岳寺　-　8普門寺

## 祭事
- 赤穂義士祭 - 12月14日

## 拝観
境内は無料。義士宝物館・墓所の拝観料は大人500円、高校生・大学生（学生証提示）400円、小中学生無料である。

## 所在地
- 兵庫県赤穂市加里屋1992

## 交通アクセス
- JR赤穂線 播州赤穂駅から徒歩で約8分。

## 近隣情報
- 赤穂城跡
- ビートルズ文化博物館

## 参考資料
- 『浅野家と義士の寺 台雲山 花岳寺』 現地配布パンフレット